# 조국수호의 날

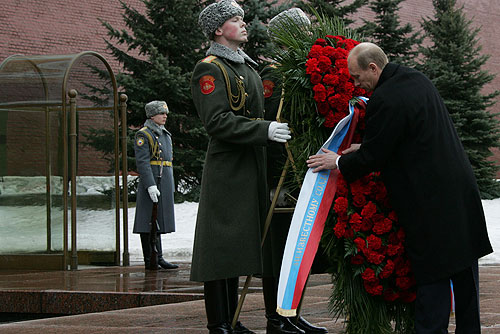
2008년, 러시아의 푸틴 대통령이 ‘조국수호의 날’ 행사에 참여하고 있다.

조국수호의 날(祖國守護의 날, 러시아어: День защитника Отечества, 우크라이나어: День захисника Вітчизни)은 러시아, 우크라이나, 벨라루스, 키르기스스탄, 타지키스탄 등 구소련 국가들에서 기념하는 공휴일이다. 2월 23일이다.
적백내전기(赤白內戰期)에 붉은 군대(赤軍)가 창설된 기념일인 1918년 2월 18일로부터 유래되었다. 이듬해인 1919년에 2월 17일은 월요일이었기 때문에 그것은 가장 가까운 일요일인 2월 23일로 변경되었다. 그 이후 기념일은 그 날로 고정되었다. 원래는 붉은 군대의 날(러시아어: День Красной Армии). 1949년에 소련 육군 및 해군절(러시아어: День Советской Армии и Военно-Морского флота)로 개칭되었다. 현재의 이름이 된 것은 2002년으로 러시아의 대통령 블라디미르 푸틴의 대통령령으로 러시아의 국가공휴일로 만들었다.

## 같이 보기
- 해군 기념일